# Lufthansa Systems
A Lufthansa Systems informatika, valamint tanácsadói szolgáltatásokat végez számos iparág részére. A vállalatnak közel 2200 alkalmazottja van Németország több pontján, valamint 16 más országban, köztük Magyarországon is. 
Mint rendszerintegrátor, a tevékenységi körébe beletartozik a légi közlekedés minden üzleti folyamatának támogatása: Tervezési szolgáltatások, utasok és szállítmányok adatainak kezelése, pénzügyi rendszerek támogatása, repülési műveletek informatikai hátterének biztosítása, operatív légijármű javítási és karbantartási munkák segítése.
A vállalat központja Frankfurt közelében Raunheim-ban található. A Lufthansa Systems AG 100%-ban az anyavállalat Lufthansa tulajdonában van.

## Cégtörténet
A Lufthansa Systems 1995-nen alakult meg önálló cégként a Lufthansa informatikai részlegének kiszervezésével. Lufthansa Systems Hungária Kft-t 1995-ben első leányvállalataként hozta létre a kelsterbachi központ. Az Infoparkba települt magyar leányvállalat a világ minden részére kiterjedő távfelügyeleti szolgáltatásokat végez, valamit programozói fejlesztési munkákat. 2009-ben a Lufthansa Systems magyarországi részlege birtokba vette a LEED Silver (Leadership in Energy and Environmental Design) zöldház minősítéssel rendelkező legújabb irodaházát az Infoparkban.
2015 márciusában a Lufthansa Systems vállalati átszervezése nyomán három működési egység jött létre: az Infrastructure, az Airline Solutions ma úgy ismert, mint a Lufthansa Systems, valamint az Industry Solutions, mely ma a Lufthansa Industry Solutions.  A mintegy 1400 embert foglalkoztató infrastruktúra-egységet az IBM vette át, míg a másik két egység az anyavállalat leányvállalatai maradtak. A Lufthansa Systems Hungária Kft életében ez a kiszervezés több, mint 400 kollegát érintett.

## Weboldalak
- Hivatalos weboldal (magyar)
- Hivatalos weboldal (német)
- Hivatalos weboldal (angol)
- Hivatalos Youtube csatorna (angol)

## Fordítás
- Ez a szócikk részben vagy egészben  a   Lufthansa Systems című német Wikipédia-szócikk ezen változatának fordításán alapul.  Az eredeti cikk szerkesztőit annak laptörténete sorolja fel. Ez a jelzés csupán a megfogalmazás eredetét és a szerzői jogokat jelzi, nem szolgál a cikkben szereplő információk forrásmegjelöléseként.